# Антоново (Устюженский район)
Антоново — деревня в Устюженском районе Вологодской области.
Входит в состав Устюженского сельского поселения (с 1 января 2006 года по 9 апреля 2009 года входила в Перское сельское поселение), с точки зрения административно-территориального деления — в Перский сельсовет.
Расстояние по автодороге до районного центра Устюжны — 26 км. Ближайшие населённые пункты — Никитино, Остров, Шевелево.
Население по данным переписи 2002 года — 5 человек.
В деревне расположены памятники архитектуры жилой дом и амбар.